# Wir wollen nur deine Seele
Wir wollen nur deine Seele ist das zweite Livealbum der deutschen Punkrock-Band Die Ärzte, das Ende 1999 als Dreifach-CD bzw. Sechsfach-Vinyl-Box erschien. Das Album wurde nach dem gleichnamigen, von Ulrich Bäumer verfassten und in einem evangelikalen Verlag herausgegebenen Buch benannt, in welchem vor den Gefahren okkultistischer Rockmusik gewarnt wird.

## Hintergrund
Der Produzent Uwe Hoffmann hatte seit 1993 Mitschnitte der Konzerte angefertigt. Zur Vorbereitung der Band auf ihr nächstes Live-Album sollte Hoffmann weitere vier Konzerte in hoher Tonqualität mit dem „GAGA Mobil“ aufzeichnen.
Die Mitschnitte stammten aus Berlin (14. Juni 1994, aufgezeichnet durch Radio Fritz), Bonn (7. November 1995, aufgezeichnet durch Eins Live), Rock am Ring (18. Mai 1997), Heilbronn (14. September 1998), Siegen (11. Oktober 1998), Mannheim (12. Oktober 1998) und Saarbrücken (7. November 1998).
Vorab verkündeten Die Ärzte, dass es außer bei Elke zu keinen Überschneidungen mit dem ersten Live-Album Nach uns die Sintflut kommen werde. Sehr zur Freude der Fans war aber auch der Klassiker Teenager Liebe ein zweites Mal auf einer Live-Veröffentlichung vertreten; dieser jedoch (laut Biografie) nur versehentlich. Eine Live-Version von Elke wurde darüber hinaus als Single ausgekoppelt und ein Comic-Videoclip dazu produziert. Allerdings stammt die Aufnahme, die auf der Single zu hören ist, von einem anderen Konzert als die Albumversion und unterscheidet sich maßgeblich.
Da die Single Männer sind Schweine, der bis dahin kommerziell erfolgreichste Titel der Band, inzwischen ein Eigenleben abseits des Geschmackes der Band entwickelt hatte (am Ballermann und in Festzelten), beschloss die Band, den Song entweder gar nicht mehr oder nur mit Begleitung durch den Bläsersatz der damaligen Vorgruppe, der Ska-Combo The Busters zu spielen. Eine solche Version ist auf dem Album enthalten.
Als Zugabe wurde eine Mini-CD mit dem Titel Invasion der Vernunft gepresst, auf der Die Ärzte in Mono rund 40 Minuten Sprüche II aufnahmen. Auf dem linken und rechten Tonkanal sind jeweils über 20 Minuten Konzertansagen der Band zu finden.
Der Titel von CD 1 Nö Sleep ’til Viehauktiönshalle Öldenbürg ist eine Anspielung auf das Motörhead-Livealbum No Sleep ’til Hammersmith von 1981, wobei dabei gleichzeitig auch der von Motörhead benutzte Heavy-Metal-Umlaut parodiert wird.
Der Titel von CD 2 beruht auf einem Spruch des ehemaligen Bassisten Sahnie, der auf einem früheren Konzert des Öfteren von Farin und Bela wegen seiner zurückhaltenden Art aufgezogen wurde, worauf dieser antwortete: „Halt’s Maul und spiel!“

## Satanische Pferde
Für Fanclubmitglieder gab es zu Wir wollen nur deine Seele noch eine Live-Zugabe. Unter dem Titel Satanische Pferde veröffentlichten Die Ärzte eine weitere Live-Platte, auf der viele weitere Titel vertreten waren, die es wegen der Überschneidungen zu Nach uns die Sintflut nicht noch mal auf ein Live-Album geschafft hatten: unter anderem Buddy Holly’s Brille, Popstar, Zu spät und Wie am ersten Tag.

## Titelliste

### Doppel-CD und Mini-CD
| CD 1: „Nö Sleep ’til Viehauktiönshalle Öldenbürg“ 1. Ein Lied für dich (Urlaub) – 2:36 2. Schunder-Song (Urlaub) – 2:41 3. Angeber (Urlaub) – 2:29 4. Begrüßung – 0:18 5. Party stinkt (Felsenheimer) – 2:59 6. Ich bin reich (Urlaub/Urlaub, Felsenheimer) – 3:22 7. Geh mit mir (Felsenheimer) – 2:23 8. Langweilig (Urlaub) – 3:13 9. Ignorama (Felsenheimer, González/Felsenheimer) – 2:37 10. Ich weiß nicht (ob es Liebe ist) (Urlaub) – 4:56 11. Der Graf (Felsenheimer) – 4:08 12. Rebell (Urlaub) – 3:59 13. Zitroneneis (Urlaub) – 2:05 14. Liebe und Schmerz (Felsenheimer) – 3:27 15. Käfer (Urlaub) – 2:34 16. Meine Freunde (Urlaub) – 1:56 17. Hey Huh (in Scheiben) (Felsenheimer/Urlaub) – 3:54 18. Lady (González/Felsenheimer, González) – 1:29 19. ½ Lovesong (González/Felsenheimer, González) – 3:53 20. Der Misanthrop (Urlaub) – 2:58 21. Teenager Liebe (Urlaub) – 3:05 22. Goldenes Handwerk/Punk ist... (Felsenheimer) – 5:45 23. Schrei nach Liebe (Urlaub, Felsenheimer) – 3:06 24. Der lustige Astronaut (Urlaub) – 3:58 | CD 2: „Halt’s Maul und spiel!“ 1. Super Drei (González, Urlaub/González, Felsenheimer, Urlaub) – 2:30 2. Vermissen, Baby (González/Felsenheimer) – 3:37 3. 3-Tage-Bart (Urlaub/Urlaub, Felsenheimer) – 3:16 4. Vokuhila (Felsenheimer) – 3:37 5. Sommer, Palmen, Sonnenschein (Urlaub) – 2:22 6. Ansage – 3:05 7. Nie wieder Krieg, nie mehr Las Vegas! (Urlaub) – 3:17 8. Deutschrockgirl (Felsenheimer/Felsenheimer, Urlaub) – 1:38 9. Die traurige Ballade von Susi Spakowski (Felsenheimer) – 4:11 10. Dauerwelle vs. Minipli (Felsenheimer, Urlaub, González) – 1:03 11. Kopfüber in die Hölle / Revolution (Urlaub) – 2:52 12. Friedenspanzer (González/Felsenheimer) – 3:41 13. Die Allerschürfste (Urlaub) – 1:21 14. BGS (Stéphane Larsson) – 1:25 15. Kopfhaut (Urlaub/Felsenheimer, Hans Runge, Urlaub) – 2:49 16. Omaboy (Felsenheimer) – 6:42 17. Für immer (Urlaub) – 3:33 18. Ekelpack (Urlaub/Felsenheimer) – 2:01 19. Ein Lied über Zensur (Urlaub/Felsenheimer, Urlaub) – 2:56 20. Mach die Augen zu (Urlaub) – 4:24 21. Männer sind Schweine (Urlaub) – 4:16 22. Elke (Urlaub) – 6:46 23. Gute Nacht (Felsenheimer, Hans Runge, Urlaub) – 2:26 Mini-CD: „Invasion der Vernunft“ 1. Sprüche II – 20:33 (Linke Seite) / 20:23 (Rechte Seite) |

### 10″-Vinyl-Box
| LP 1: „Montag“ | |
| Seite A: „Montag vormittag“ 1. Ein Lied für dich 2. Schunder-Song 3. Angeber 4. Begrüßung 5. Party stinkt 6. Ich bin reich 7. Geh mit mir                                              | Seite B: „Montag mittag“ 1. Langweilig 2. Ignorama 3. Ich weiß nicht (ob es Liebe ist) 4. Der Graf 5. Meine Freunde                  |
| LP 2: „Dienstag“ | |
| Seite A: „Dienstag vormittag“ 1. Rebell 2. Zitroneneis 3. Liebe und Schmerz 4. Käfer 5. Hey Huh (in Scheiben)                                                                          | Seite B: „Dienstag abend“ 1. Lady 2. 1/2 Lovesong 3. Der Misanthrop 4. Teenager Liebe 5. Goldenes Handwerk / Punk ist...             |
| LP 3: „Donnerstag“ | |
| Seite A: „Donnerstag vormittag“ 1. Schrei nach Liebe 2. Der lustige Astronaut 3. Super Drei 4. Vermissen, Baby 5. 3-Tage-Bart                                                          | Seite B: „Donnerstag mittag“ 1. Vokuhila 2. Sommer, Palmen, Sonnenschein 3. Nie wieder Krieg, nie mehr Las Vegas! 4. Deutschrockgirl |
| LP 4: „Freitag“ | |
| Seite A: „Freitag vormittag“ 1. Die traurige Ballade von Susi Spakowski 2. Dauerwelle vs. Minipli 3. Kopfüber in die Hölle / Revolution 4. Friedenspanzer 5. Die Allerschürfste 6. BGS | Seite B: „Freitag mittag“ 1. Kopfhaut 2. Omaboy 3. Für immer 4. Ekelpack                                                             |
| LP 5: „Samstag“ | |
| Seite A: „Samstag vormittag“ 1. Ein Lied über Zensur 2. Mach die Augen zu 3. Männer sind Schweine                                                                                      | Seite B: „Samstag mittag“ 1. Elke 2. Gute Nacht                                                                                      |
| LP 6: „Sonntag“ | |
| Seite A: „Sonntag vormittag“ 1. Sprüche II – 1. Teil | Seite B: „Sonntag mittag“ 1. Sprüche II – 2. Teil                                                                                    |

- v
- d
- b